# Obergruppenführer
Obergruppenführer foi uma patente de paramilitares do Partido Nazista que foi primeiramente criado em 1932 como uma patente da SA e até o final de 1942 era a maior patente da SS inferior apenas ao Reichsführer-SS (Heinrich Himmler). Traduzindo como "Líder de Grupo Senior", esta patente da SA-Obergruppenführer foi usada pelos membros da Oberst SA-Führung (Comando Supremo da SA) e apenas por alguns comandantes de certos SA-Gruppen (Grupos SA). A patente de Obergrupperführer foi considerada senior para o antigo título de Gruppenführer.
Como uma patente SS, Obergrupperführer foi criada para aumentar e expandir a SS sobre Heinrich Himmler. Himmler foi o primeiro oficial da SS apontado para a patente de SS-Obergruppenführer, e manteve a patente durante o tempo que servia como Reichsführer-SS. Na época que Himmler ganhou a patente de Obergruppenführer, Reichsführer era um simples título e não ainda a atual patente.
Nos primeiros anos da SS, o título de Obergruppenführer era ocasionalmente usado para fazer os dois lideres da SS iguais em senioridade, e para prevenir luta de poder com o Partido Nazista. O que foi o caso de Kurt Daluege, que comandou a maioria da SS na Região de Berlim entre 1930 e 1934. Para evitar ter separação da SS em duas entidades separadas, uma baseada no norte da Alemanha e outra na Baviera, Adolf Hitler promoveu Daluege para o novo título de Obergruppenführer fazendo ele igual ao título de Himmler.

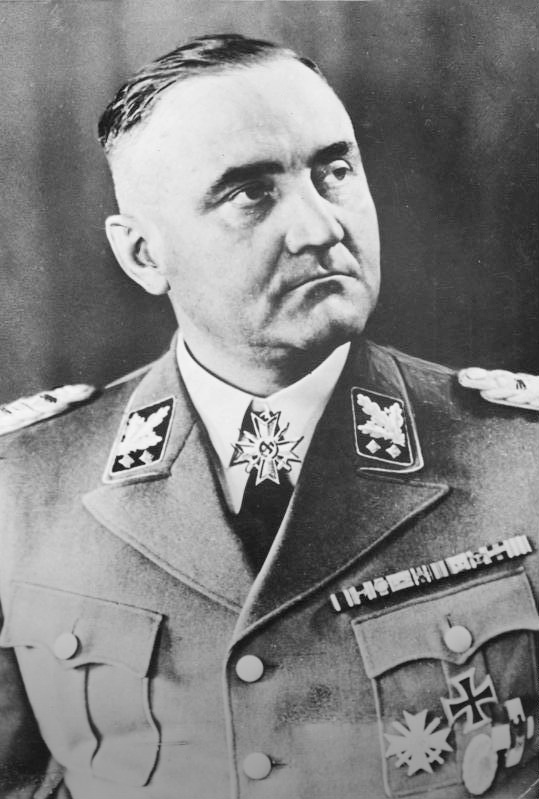
Gottlob Berger, comandante da SS-Hauptamt, usando o uniforme de um SS-Obergruppenführer

Após a Noite das Facas Longas, a SS e a SA se tornaram organizações completamente separadas. A SA continuou usando a patente de Obergruppenführe, porem o título ganhou predominância maior na SS. Com o partido Nazista no poder, e a SS como Agência de Estado da Alemanha, SS-Obergruppenführer foi considerado o maior título da SS, com exceção do título especial de Himmler de Reichsführer-SS. Com a Waffen-SS, o título começou a ser considerado o equivalente a General completo.
Noventa e oito homens tiveram o título de SS-Obergruppenführer, 21 que serviram na Waffen-SS. A patente ficou sendo o maior título de SS-General até 1942, quando a SS criou a patente de SS-Oberstgruppenführer.
O título de Obergruppenführer foi mantido por alguns dos mais notáveis da SS, com Otto Dietrich, Reinhard Heydrich e Ernst Kaltenbrunner mantendo o título. Karl Wolff foi outro que ganhou o título e foi pego vivo pelos aliados após o final da Segunda Guerra Mundial.
SS-Obergruppenführer foi um título padrão para os lideres de policia e da SS assim como comandantes de divisão da Waffen-SS.